# Lang/Baumann

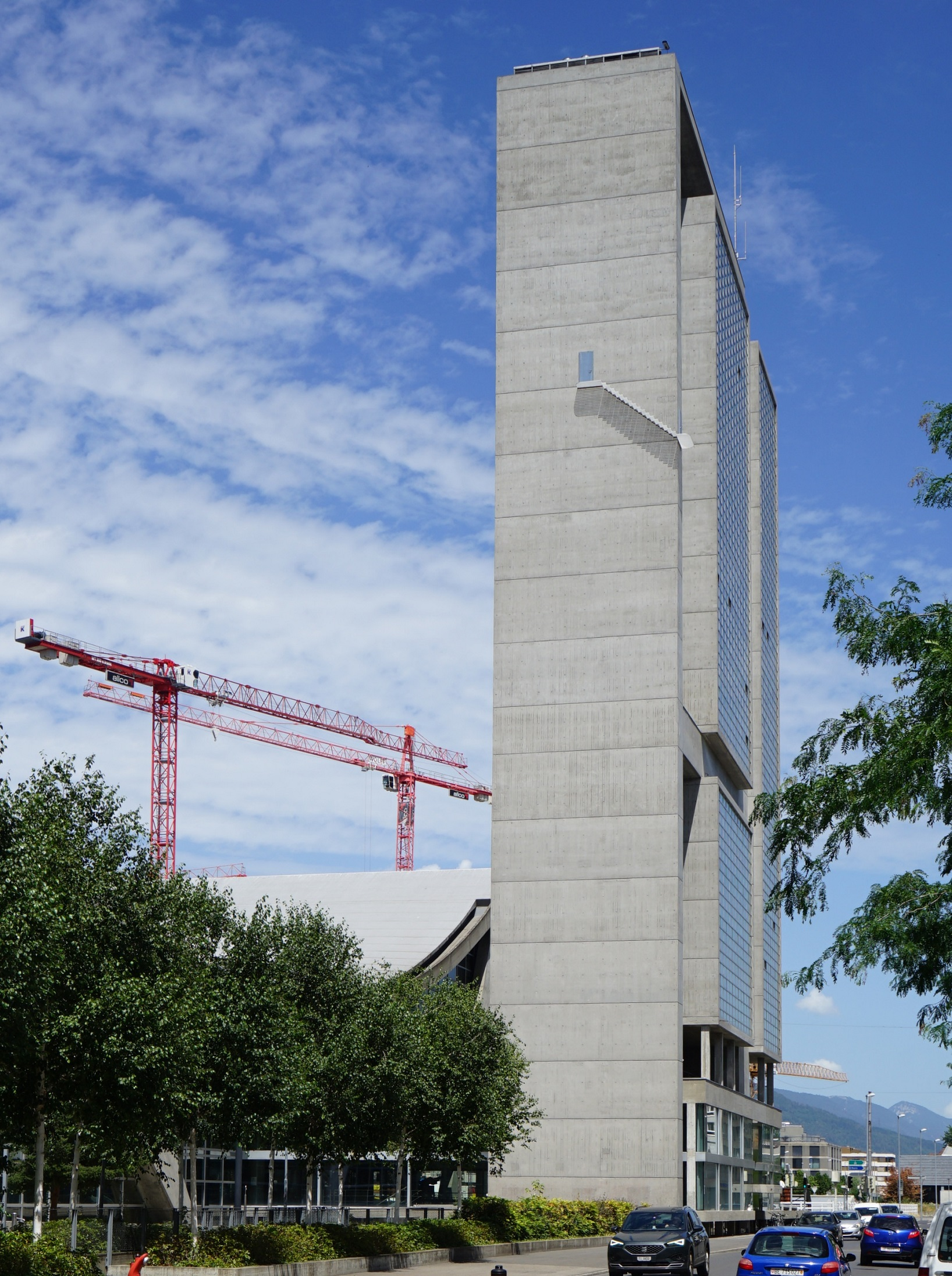
Beautiful Steps #2 am Kongresshaus in Biel

Lang/Baumann ist ein Schweizer Künstlerpaar.
Sabina Lang (* 14. März 1972  in Bern, Schweiz) und Daniel Baumann (* 9. Februar 1967 in San Francisco, USA) arbeiten seit 1991 zusammen. Ihr meist ortsspezifisches Werk umfasst Installationen, Skulpturen, grossflächige Wand- oder Bodenmalereien, aufblasbare Strukturen und architektonische Interventionen.

## Leben

### Sabina Lang
Sabina Lang wurde am 14. März 1972 in Bern geboren und wuchs in Victoria (British Columbia), Kanada, Bremgarten bei Bern und Bern auf. 1988–1989 besuchte sie einen Vorkurs an der Schule für Gestaltung in Bern. 1989–1990 absolvierte sie eine Lehre als Dekorationsgestalterin. 1991 stellte sie erstmals in der Reithalle Bern aus.

### Daniel Baumann
Daniel Baumann wurde am 9. Februar 1967 von Schweizer Eltern in San Francisco, USA geboren und wuchs in Bolligen, Kanton Bern auf. 1984–1988 absolvierte er eine Lehre als Hochbauzeichner und 1988–1991 erwarb er die Eidgenössische Matura auf dem zweiten Bildungsweg. Er stellte 1988 in der Reithalle Bern aus.

### Zusammenarbeit
Ab Ende der 1980er Jahre bewegten sich Sabina Lang und Daniel Baumann in der alternativen Kunstszene, insbesondere im Umfeld der Reithalle Bern, wo sie sich auch kennenlernten und wo erste gemeinsame Performances und Ausstellungsbeteiligungen entstanden. 1991, anlässlich eines Kulturaustausches der Städte Bern und Leipzig, stellten sie in den Räumlichkeiten der Galerie Eigen + Art in Leipzig gemeinsam aus und beschlossen, fortan zusammenzuarbeiten. 1991 bezogen sie ein gemeinsames Atelier in Thun, 1993 ein Atelier in der Fabrik Burgdorf.

## Werk
Ihr Frühwerk bestand aus grossformatigen Collagen, Malerei, Fotografie, Siebdruck sowie aus Performances mit diversen analogen Projektions- und Soundgeräten. Teilweise traten sie selbst als Akteure auf. Später kamen Arbeiten mit Schrift und Plakataktionen im öffentlichen Raum hinzu. 1995 entstand in De Fabriek Eindhoven, Niederlande die aufblasbare Installation (Breathing Pillows). 1996 folgte ein dreimonatiger Aufenthalt im Studio of Young Artists’ Association, Budapest. 1996–1997 verbrachten sie ein Jahr als Stipendiaten im Schweizerischen Institut in Rom. Nebst diversen Ausstellungsbeteiligungen in der Schweiz und im benachbarten Ausland, erlangten sie mit Installationen mit Puppen, insbesondere anlässlich der beiden Gruppenausstellungen „Nonchalance“ (Centre Pasqu’art in Biel, 1997) sowie „Freie Sicht aufs Mittelmeer“ (Kunsthaus Zürich, 1998) Bekanntheit in der Schweizer Kunstszene. Ende der 1990er Jahre entwickelte sich ihre künstlerische Sprache in Richtung einer opulenten Farbigkeit von Rauminstallationen, Tapeten, Teppichen oder modularen Objekten. Vermehrt erweiterten sie ihre Arbeiten durch Funktionalität (z. B. „Infomobile“ 1999, Kunsthalle Bern).
Anlässlich der Schweizerischen Landesausstellung Expo.02 entstand das Projekt Hotel Everland. Es wurde von 2006 bis 2007 auf dem Dach der Galerie für Zeitgenössische Kunst in Leipzig und von 2007 bis 2009 auf dem Dach des Palais de Tokyo in Paris ausgestellt.
Seit Beginn der 2000er-Jahre entstehen vermehrt skulpturale Werke (Treppenserie „Beautiful Steps“ oder „Diving Platform“), abstrahierte Variationen der aufblasbaren Arbeiten („Comfort“-Serie), Interventionen im öffentlichen Raum und an Fassaden.

### Einzelausstellungen (Auswahl)
- 1995: De Fabriek, Eindhoven NL
- 1996: Galerie Martin Krebs, Bern CH
- 1998: CAN Centre d’Art, Neuchâtel CH
- 1999: Inforaum Kunsthalle, Bern CH
- 1999: Galerie Urs Meile, Luzern CH
- 2001: Swiss Institute, New York USA
- 2001: Kunstverein, Freiburg D
- 2001: Kunstraum Walcheturm, Zürich CH
- 2002: „Hotel Everland“ Expo.02, Yverdon CH
- 2006: Spiral/Wacoal Art Center, Tokyo JP
- 2006: „Hotel Everland“ Galerie für Zeitgenössische Kunst, Leipzig D
- 2007: „Hotel Everland“ Palais de Tokyo, Paris F
- 2007: Locust Projects, Miami USA
- 2007: Villa du Parc, Annemasse F
- 2008: Galerie Loevenbruck, Paris F
- 2009: Galerie Urs Meile, Beijing PRC
- 2009: Le Confort Moderne, Poitiers F
- 2010: Galeria Foksal, Warsaw PL
- 2011: Fri-Art. Centre d’Art Contemporain, Fribourg CH
- 2011: „Beautiful Tube“, Muzeum Współczesne Wrocław, Breslau PL
- 2013: Wilhelm-Hack-Museum, Ludwigshafen D
- 2014: les églises – centre d’art contemporain, Chelles F
- 2014: sic! Raum für Kunst / Elephanthouse, Luzern CH
- 2014: „Beautiful Steps #10“ Casino Forum d’art contemporain, Luxembourg LU
- 2014: Parc Jean-Jacques-Rousseau, Ermenonville F
- 2015: Sasso Corbaro, Bellinzona CH
- 2015: Haus für Kunst Uri, Altdorf CH
- 2017: „Beautiful House #2“ Le Confort Moderne, Poitiers F
- 2018: le 109, Pôle de cultures contemporaines, Nice F

### Kunst am Bau/Aufträge (Auswahl)
- 1996: Staldenkehr, Burgdorf CH, Auftraggeber: Stadt Burgdorf
- 1998: SVA, Zürich CH, Auftraggeber: Sozialversicherungsanstalt Kanton Zürich
- 2002: Brunnen für den Schaffhauserplatz, Zürich CH, Auftraggeber: Stadt Zürich
- 2002: Lehrwerkstätten Felsenau, Bern CH, Auftraggeber: Stadt Bern
- 2009: Der vierte Steg, Bahnhof, Bolligen CH, Auftraggeber: Kanton Bern
- 2009: Beautiful Steps #2, Kongresshaus, Utopics 11. Schweizer Plastikausstellung, Biel CH, Ankauf: Stadt Biel/Bienne
- 2011: Freibad zwischen den Hölzern, Zürich CH, Auftraggeber: Stadt Zürich
- 2011: Kultur- und Kongresszentrum, Thun CH, Auftraggeber: Stadt Thun
- 2012: Fussgänger- und Velo Unterführung Ulmbergtunnel, Zürich CH, Auftraggeber: Stadt Zürich
- 2012: Schweizerische Nationalbank, Zürich CH, Auftraggeber: SNB
- 2012: Vaudoise, Lausanne CH, Auftraggeber: Vaudoise Assurance
- 2012: PH 14, Bern CH, Auftraggeber: Inselspital Spitalpharmazie
- 2013: KVA Energiezentrale Forsthaus, Bern CH, Auftraggeber: ewb, Architektur: Graber Pulver Bern/Zürich
- 2013: Rives de Saône: Rochetaillée, Lyon F, Auftraggeber: Grand Lyon
- 2015: Landeskrankenhaus, Feldkirch A, Auftraggeber: Land Vorarlberg
- 2016: Schulhaus Hagen, Altdorf CH, Auftraggeber: Gemeinde Altdorf
- 2018: Complexe scolaire et sportif du Reposoir, Nyon CH, Auftraggeber: Ville de Nyon
- 2018: Rehaklinik, Bellikon CH, Auftraggeber: SUVA
- 2018: Kantonsschule, Wettingen CH, Auftraggeber: Kanton Aargau

### Werke in Sammlungen
- Kunstsammlung der Stadt Bern
- Kunstsammlung des Kantons Bern
- Kunstsammlung der Stadt Biel-Bienne
- Collection du Fonds cantonal d'art contemporain Genève
- Kunstsammlung der Schweizerischen Eidgenossenschaft
- FMAC Fonds municipal d'art contemporain de la ville de Paris F
- FRAC Nord pas de Calais F
- FNAC, Fonds National d'art contemporain, Paris F
- Schweizerische Nationalbank Zürich
- Stiftung Kunsthaussammlung Biel
- Collection Migrosmuseum, Zürich
- Collection Olivier Mosset, La Chaux-de-Fonds
- Vaudoise Assurance, Lausanne
- Schweizerische Mobiliar, Bern
- Bank Vontobel Genf
- Edition 5, Erstfeld
- Thyssen Contemporary Art Foundation, Wien A

### Auszeichnungen (Auswahl)
- 1995: Werkjahr der Danioth Stiftung, Kanton Uri
- 1996: Werkjahr der Elisabeth-Forberg-Stiftung, Basel
- 1996: Istituto Svizzero di Roma
- 1997: Cahier d’artiste, Pro Helvetia
- 1997: Förderpreis der Aeschlimann-Corti-Stiftung
- 1997: Kunstpreis des Kantons Bern
- 1998: Atelier, Studio of Young Artists’ Association, Budapest
- 1998: Preis für Kunst, Bundesamt für Kultur
- 2000: Hauptpreis der Aeschlimann-Corti-Stiftung
- 2002: Preis für Kunst, Bundesamt für Kultur
- 2003: Atelier in Cape Town, Pro Helvetia
- 2005: Atelier in New York, Bundesamt für Kultur
- 2006: Sommerakademie im Zentrum Paul Klee, Bern
- 2006: Kunstpreis der Stadt Bern
- 2008: Kunstmonografie, Kanton Bern
- 2010: Kulturpreis, Burgergemeinde Burgdorf

## Publikationen

### Monografische Publikationen, Künstlerbücher
- 1997: „L/B. Collection Cahiers d’artistes Edition 1997“, Lars Müller Publishers, Baden CH, Herausg.: Pro Helvetia, ISBN 3-907044-64-9
- 2008: „Hotel Everland“, Christoph Merian Verlag, Basel CH, Herausg.: L/B, ISBN 978-3-85616-348-8
- 2008: „Beautiful Book“, JRP | Ringier, Zürich CH, Herausg.: Kanton Bern & Éditions Loevenbruck Paris, ISBN 978-3-905829-90-7
- 2009: „L/B. I’m Real“, Galerie Urs Meile, Beijing-Lucerne, Beijing PRC, Herausg.: Galerie Urs Meile, Beijing-Lucerne, ISBN 978-3-9523342-3-2
- 2013: „More is More“, Gestalten Verlag, Berlin D, Herausg.: Sabina Lang, Daniel Baumann, Editions Loevenbruck, ISBN 978-3-89955-481-6, Ausst.-Kat. Ludwigshafen
- 2015: „Percorsi Obbligati“, Museo Civico Villa dei Cedri, Bellinzona CH, Herausg.: Sabina Lang, Daniel Baumann, Eigenverlag

### Dokumentarfilm
- 2009: „L’Art et la Manière. L/B“, Arte TV, Image & Compagnie, Paris F, Herausg.: un film de Claire Laborey